# Segelfluggelände Huhnrain bei Poppenhausen

i7
i11
i13
Das Segelfluggelände Huhnrain bei Poppenhausen liegt im Gebiet der Gemeinde Poppenhausen im Landkreis Fulda in Hessen, etwa 1,5 km westlich von Poppenhausen.

## Flugbetrieb
Das Segelfluggelände ist der Werksflugplatz der Alexander Schleicher GmbH & Co. Segelflugzeugbau. Es ist mit einer 490 m langen und 25 m breiten Start- und Landebahn aus Gras mit einem eingebetteten 420 m langen und 6 m breiten Asphaltstreifen (Richtung 08/26) ausgestattet. Es besitzt eine Betriebszulassung für Segelflugzeuge, Motorsegler und Motorflugzeuge ausschließlich für Werksflugverkehr der Firma Schleicher.